# Віднесені річкою
«Віднесені річкою» (ісп. Dauna. Lo que lleva el río) — венесуельський драматичний фільм, знятий Маріо Креспо. Стрічка була показана у секції «Аборигени» на Берлінському кінофестивалі 2015. Фільм був висунутий Венесуелою на премію «Оскар-2016» у номінації «найкращий фільм іноземною мовою».

## Сюжет
Дона живе у дельті Оріноко, де почуває себе іншою. Її завжди цікавило речі по той бік річки. Також їй подобається вивчення мови і навчання загалом, і в цьому її підтримує родина та Тарсіціо, кохання дитинства. Але вони не знають як боротися з соціальним тиском громади Варао. Дона впевнена у любові до Тарсіціо, але боїться, що він завадить її академічному розвитку. 

## У ролях
- Йордана Медрано — Дона
- Едді Гомес — Тарсіціо
- Дієго Армандо Салазар — падре Хуліо